# András Szőllősy
András Szőllősy [ˈɒndraːʃ ˈsøːlːøːʃi], (Orăştie in Transsylvanië, 27 februari 1921 - 6 december 2007) was een Hongaars componist. Hij is vooral bekend als de samensteller van de catalogus van composities van de Hongaarse componist Béla Bartók. Szőllősynummers worden voorafgegaan door de afkorting Sz. 
Szőllősy studeerde compositie bij Zoltán Kodály aan de Ferenc Liszt-Akademie voor muziek. Hij was vanaf 1950 docent aan dit instituut voor de vakken muziekgeschiedenis en muziektheorie. Szőllösy promoveerde aan de Loránd Eötvös Universiteit van Boedapest. He won diverse prijzen en onderscheidingen voor zijn eigen composities, waaronder de "Distinguished Composition of the Year 1970" tijdens het Internationale Rostrum van Componisten van de UNESCO in Parijs voor zijn "Concert nr. 3 voor zestien strijkers". Hij won de Erkel-prijs in 1971. In 1985 won Szőllősy de Kossuth-prijs, welke de hoogste onderscheiding is van de Hongaarse staat. In 1987 werd hij uitgeroepen tot Commandeur de l'Ordre des Arts et des lettres door de Franse regering. Szőllősy's musicologische werken omvatten onder andere boeken over Bartók, Kodály en Arthur Honegger.
De Szőllősy-index bevat alle composities en alle musicologische werken van Bartók. Zijn Concert voor orkest heeft bijvoorbeeld het nummer Sz. 116. 